# Skepperia andina
Skepperia andina är en svampart som beskrevs av Pat. 1893. Skepperia andina ingår i släktet Skepperia och familjen Thelephoraceae.   Inga underarter finns listade i Catalogue of Life.